# Посавски венац
Посавски венац је предложена општина града Београда.

## Покрет
Један од најновијих покрета за стварање нових општина на територији града Београда настао је 2006. године. Усредсредио се на раздвајање целокупног ванградског и дела урбаног дела општине Чукарица у нову општину Посавски венац. Неурбани део чине приградска насеља Рушањ, Сремчица, Умка, Велика Моштаница, Пећани, Руцка и Остружница, док би од урбане деонице насеља делила Макиш и Железник чији су становници, чини се, најгласније присталице покрета. Подручје у великој мери одговара подручјима бивших општина Железник и Умка. Да је основана, општина би имала 62.311 становника, према попису становништва из 2002. године.